# Didinium
Didinium – rodzaj protistów z rodziny Didiniidae zaliczany do typu orzęsków.
Organizm drapieżny, potrafi pochłonąć na drodze fagocytozy równego sobie wielkością (ok. 250 μm długości) pantofelka.
Rzęski didinium układają się w charakterystyczne okręgi, w tym jeden wokół cytostomu. Na didinium i pantofelku wykonywano klasyczne eksperymenty ekologiczne dotyczące układu drapieżca/ofiara. Jest protistem cudzożywnym, groźnym w swojej klasie wielkości drapieżnikiem. Odżywia się bakteriami lub innymi organizmami jednokomórkowymi. 